# Hexatoma (Eriocera) rubrescens
Hexatoma (Eriocera) rubrescens is een tweevleugelige uit de familie steltmuggen (Limoniidae). De soort komt voor in het Oriëntaals gebied.